# Qona Christie
Qona Christie (9 de marzo de 1999) es una deportista neozelandesa que compite en judo. Ganó dos medallas en el Campeonato de Oceanía de Judo en los años 2017 y 2018.

## Palmarés internacional
| Campeonato de Oceanía | Campeonato de Oceanía | Campeonato de Oceanía | Campeonato de Oceanía |
| Año                   | Lugar                 | Medalla               | Categoría             |
| --------------------- | --------------------- | --------------------- | --------------------- |
| 2017                  | Nukualofa (Tonga)     | Medalla de plata      | –57 kg                |
| 2018                  | Numea (Francia)       | Medalla de oro        | –57 kg                |